# Weed Patch Hill
Weed Patch Hill, ook bekend als Weed Patch Knob, is een heuvel in Brown County in de Amerikaanse staat Indiana. Het is het op twee na hoogste punt van deze staat met een hoogte van 322 meter. De berg bevindt zich in Brown County State Park en is het hoogste punt in de Knobstone Escarpment.
In Indiana zijn alleen Hoosier Hill (383 meter) in Wayne County en Sand Hill (328 meter) in Noble County hoger.